# Hieracium subbellidifolium
Hieracium subbellidifolium là một loài thực vật có hoa trong họ Cúc. Loài này được (Zahn) Mateo mô tả khoa học đầu tiên năm 2005.